# Mezinárodní den gramotnosti
Mezinárodní den gramotnosti (anglicky International Literacy Day) je den vyhlášený UNESCO v roce 1966 s cílem upozornit na význam gramotnosti a potřebu boje proti negramotnosti po celém světě. Tento den, který připadá na 8. září, zdůrazňuje gramotnost jako základní lidské právo a klíčový prvek pro osobní, sociální a ekonomický rozvoj.

## Historie
Mezinárodní den gramotnosti, byl vyhlášen Organizací OSN pro vzdělání, vědu a kulturu (UNESCO) 26. října 1966 na 14. zasedání Generální konference. První oslava dne se konala v roce 1967. Iniciativa vzešla ze závěrů Světového kongresu ministrů školství o vymýcení negramotnosti, který se konal v íránském hlavním městě Teheránu v září 1965 a reagoval na vysokou míru negramotnosti v tehdejším světě.
V průběhu let se zaměření Mezinárodního dne gramotnosti vyvíjelo, reagovalo na aktuální výzvy a zdůrazňovalo různé aspekty gramotnosti v měnícím se světě. Gramotnost je chápána nejen jako schopnost číst a psát, ale i jako schopnost porozumět a používat psané informace v každodenním životě. Je základním lidským právem a klíčovým prvkem pro individuální rozvoj, sociální a ekonomický pokrok a dosažení udržitelného rozvoje.
Následující tabulka shrnuje klíčové milníky vzniku a vývoje Mezinárodního dne gramotnosti:
| Datum           | Událost                                      | Detaily |
| --------------- | -------------------------------------------- | --- |
| Září 1965       | Světový kongres ministrů školství v Teheránu | - Kongres řešil alarmující míru negramotnosti (750 milionů dospělých negramotných) dle UN Archives - Doporučil vyhlásit mezinárodní den gramotnosti |
| 26. října 1966  | Oficiální vyhlášení UNESCO                   | - Na 14. zasedání Generální konference UNESCO v Paříži (dokument 14C/Res.1.241) - Stanoveno na 8. září                                              |
| 1967            | První oslava                                 | - První ročník Mezinárodního dne gramotnosti (UNESCO 1967)                                                                                          |
| 1970–1990       | Zaměření na základní gramotnost              | - Hlavní aktivity v rozvojových zemích (Afrika, Asie) - Gramotnost v některých zemích pod 20%                                                       |
| 2000–2015       | Rozšíření konceptu                           | - Přidána funkční a digitální gramotnost - Propojení s Rozvojovými cíli tisíciletí (UN MDGs)                                                        |
| 2015–současnost | SDG 4 (Agenda 2030)                          | - Gramotnost jako součást Cíle 4: Kvalitní vzdělání (UN SDGs) - Roční témata (digitální gramotnost, udržitelnost)                                   |

## Význam a cíle
Gramotnost je základním stavebním kamenem vzdělání a plnohodnotného života. Mezinárodní den gramotnosti, který připadá na 8. září, upozorňuje na globální problém negramotnosti, který i dnes postihuje miliony lidí a má dopady do všech oblastí života. Tento den vyzývá vlády, organizace i veřejnost, aby investovali do programů na podporu gramotnosti a vytvářeli příležitosti pro vzdělávání. Zároveň se zaměřuje na pomoc marginalizovaným skupinám, jako jsou děti z chudých rodin, ženy, migranti nebo obyvatelé odlehlých regionů. Nabízí také platformu pro výměnu zkušeností a inovativních metod výuky, které pomáhají rozvíjet čtenářské a psací dovednosti. Ukazuje, jak gramotnost ovlivňuje zdraví, ekonomickou stabilitu i občanskou angažovanost.

## Témata a aktivity
UNESCO každoročně vyhlašuje specifické téma Mezinárodního dne gramotnosti, které reaguje na aktuální globální výzvy. V minulosti se témata zaměřovala na různé aspekty gramotnosti – například v letech 2007–2008 to byla spojitost mezi gramotností a zdravím, v roce 2014 vztah gramotnosti a udržitelného rozvoje, v roce 2017 výzvy digitálního světa, v roce 2019 problematika mnohojazyčnosti a v roce 2021 role gramotnosti v lidsky orientované obnově po pandemii covidu-19. Tato témata slouží jako společný rámec pro celosvětové diskuse, formulování politických doporučení i vzdělávací aktivity, které se konají u příležitosti tohoto významného dne. Každé zvolené téma odráží nejnaléhavější současné potřeby v oblasti vzdělávání a poskytuje vodítko pro konkrétní opatření na podporu gramotnosti ve všech částech světa.
Mezinárodní den gramotnosti přináší každoročně bohatý program aktivit po celém světě. UNESCO spolu s vládami, nevládními organizacemi a místními komunitami pořádá odborné konference a semináře, kde odborníci diskutují o inovativních přístupech a politikách na podporu gramotnosti. Součástí oslav jsou také praktické vzdělávací projekty v podobě workshopů a školení, které pomáhají rozvíjet čtenářské a psací dovednosti dětí i dospělých. Významnou událostí je předávání Cen UNESCO za gramotnost (UNESCO International Literacy Prizes), které oceňují inspirativní programy z různých koutů světa. Kulturní rozměr dne dotvářejí čtenářské maratony, literární soutěže a speciální programy v knihovnách a školách. Lidé se k oslavám připojují prostřednictvím mediálních kampaní v rozhlase, televizi i online prostoru, které šíří povědomí o zásadním významu gramotnosti, proč je čtení a psaní důležité pro každého z nás i pro celou společnost. Den gramotnosti tak spojuje všechny – politiky, učitele, místní komunity i jednotlivce – v úsilí o vzdělání, které pomáhá rozvíjet jak jednotlivce, tak celou společnost.

## Stav gramotnosti ve světě
Svět v oblasti gramotnosti dosáhl významného pokroku - podle nejnovějších statistik UNESCO Institute for Statistics dnes umí číst a psát více než 86 % světové populace, zatímco v roce 1979 to bylo jen 68 %.Tento povzbudivý trend však zastiňují alarmující čísla: stále existuje nejméně 754 milionů dospělých, kteří základní gramotností nedisponují, přičemž dvě třetiny z této skupiny tvoří ženy. Neméně znepokojivá je situace u dětí - 250 milionů z nich nezvládá základní čtení a psaní. Pandemie covidu-19 pak celou situaci výrazně zhoršila, když způsobila největší narušení vzdělávacího systému za poslední století. Ještě před pandemií přitom 617 milionů dětí a dospívajících nedosahovalo ani minimální úrovně čtenářských dovedností.

## Gramotnost v Česku

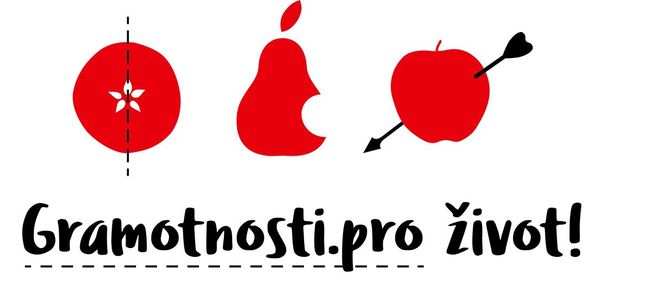
Logo projektu Gramotnosti.pro život!

Česká republika se řadí mezi světové lídry v oblasti gramotnosti - podle údajů UNESCO z roku 2023 dosahuje míra gramotnosti u dospělé populace 99 %. V současné době se pozornost přesouvá od tradičního pojetí gramotnosti (čtení, psaní a počítání) k rozvoji takzvaných funkčních gramotností, které jsou klíčové pro úspěšný život v moderní společnosti. Mezi ně patří zejména finanční gramotnost, digitální dovednosti, pokročilá čtenářská gramotnost a schopnost porozumět přírodovědným konceptům.
V socialistickém Československu začal být Mezinárodní den gramotnosti v tisku připomínán v 80. letech 20. století. Zvláštní akce k oslavě Dne gramotnosti se v Česku konají až v období po sametové revoluci. S ohledem na minimální analfabetismus v Česku jsou zaměřovány na tzv. funkční gramotnosti. Např. Národní pedagogický institut ČR realizuje projekt Podpora práce učitelů (PPUČ), který vytváří metodické materiály pro učitele, mapuje instituce podporující gramotnosti (prostřednictvím Mapy gramotností), propojuje pilotní školy sdílející osvědčené postupy. Na podporu těchto kompetencí vznikl projekt Gramotnosti.pro život!, který realizoval Národní pedagogický institut ČR v rámci programu Podpora práce učitelů (PPUČ).Tato iniciativa učitelům poskytovala a poskytuje praktické metodické materiály a vytváří unikátní Mapu gramotností, jež propojuje školy a organizace zabývající se rozvojem vzdělávacích dovedností. Projekt představuje most mezi tradičním vzděláváním a dovednostmi potřebnými pro 21. století, čímž pomáhá připravit žáky na výzvy moderního světa.